# Umlaufrädergetriebe

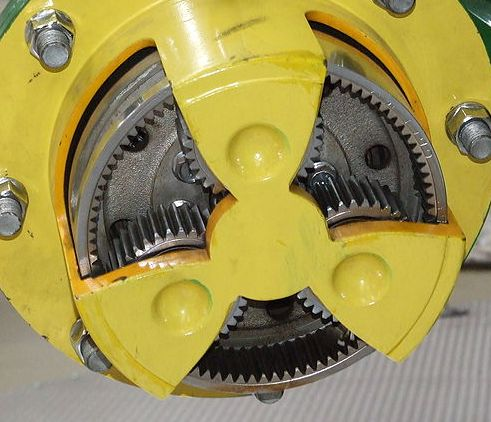
Ins Langsame übersetzendes Umlaufrädergetriebe in der Radnabe eines Traktors: zentrales Sonnenrad (treibend, verdeckt), zentriertes Hohlrad (nicht drehend) und drei Umlaufräder (auf aufgeschnittenem Steg, angetrieben) (Zweiwellenbetrieb, da das Hohlrad nicht drehend ist)

Umlaufrädergetriebe (oder Planetengetriebe) sind Zahnrad- oder Reibradgetriebe, die neben gestellfesten Wellen auch Achsen besitzen, die auf Kreisbahnen im Gestell umlaufen. Dementsprechend wird zwischen den auf den gestellfesten Achsen gelagerten Zentral- oder Sonnenrädern und den auf den umlaufenden Achsen gelagerten Umlauf- oder Planetenrädern unterschieden. Die auf den umlaufenden Achsen drehenden Räder umkreisen ein zentrales Rad ähnlich wie Planeten die Sonne. Der Steg, der die umlaufenden Achsen trägt, dreht seinerseits um eine gestellfeste Achse. Das Planetengetriebe wurde vom schottischen Ingenieur William Murdoch um 1800 erfunden.
Umlaufrädergetriebe sind kompakt bauende Getriebe mit dem besonderen Merkmal, dass die gestellfesten Achsen (bzw. Wellen bei Drehmoment-Übertragung) zueinander fluchten. Weitere Besonderheit ist der i. d. R. angewendete Dreiwellenbetrieb (die dritte Welle trägt den Steg, der somit auch Antrieb oder Abtrieb sein kann).

## Grundlegender Aufbau
Ein einfaches Standgetriebe (keine umlaufenden Achsen) hat im Minimum zwei Wellen und ist einstufig (nur eine Radpaarung). Ein Umlaufrädergetriebe hat im Minimum zwei Wellen und eine umlaufende Achse und ist zweistufig. Zwei gestellfeste Wellen werden in technischen Anwendungen benötigt, man braucht eine treibende und eine getriebene Welle. Der Umlauf des Rades (Umlaufrad U, Bilder unten) muss koaxial zu beiden umkreisten Rädern (1 und 2), mit denen es gepaart ist, erfolgen. Folglich sind diese beiden gestellfest drehenden Räder sogenannte Zentralräder. Und beide und der Steg (S), der die Achse mit dem umlaufenden Rad trägt, sind gleichachsig.
Unterschiedliche Bauformen ergeben sich aus der Form des zweiten Zentralrades (2) und dadurch, dass ein einfaches Umlaufrad (U) oder Umlaufradpaare (U1 und U2) vorkommen. Ist das zweite Zentralrad ein Hohlrad, so ist das Getriebe besonders schmal (einfaches Umlaufrad U).

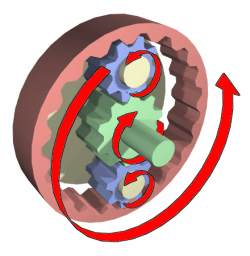
Bauart 1: über den Umfang verteilte weitere Umlaufräder entlasten das Getriebe (hier; ein weiteres; Bild in Einleitung: zwei weitere)
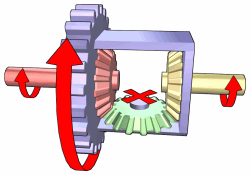
Besondere Bauart: Kegelrad-Differentialgetriebe Das große Zahnrad ist nicht Bestandteil dieses besonderen Umlaufrädergetriebes.

Wenn die umlaufende Achse parallel zu den gestellfesten Wellen ist und alle Räder Stirnräder sind, erscheinen die Räder im achs-senkrechten Schnittbild als kreisförmige Körper. Das umlaufende Rad umkreist das außenverzahnte Zentralrad wie ein Planet, was zur generellen, aber nicht immer treffenden Bezeichnung der Umlaufgetriebe als Planetengetriebe geführt hat. Man spricht vom das Sonnenrad umkreisenden Planetenrad.
Beim Kegelrad-Differentialgetriebe, dem meist verwendeten Umlaufrädergetriebe, schneidet die Mittellinie der umlaufenden Achse die gestellfeste zentrale Mittellinie rechtwinklig. Seine Bezeichnung als Planetengetriebe ist im oben genannten Sinne nicht treffend. Die beiden Zentralräder sind spiegelbildlich gleiche Kegelräder. Das Umlaufrad ist auch ein Kegelrad, der Steg hat die Form eines Käfigs.

## Betriebsarten

Umlaufrädergetriebe im Zweiwellenbetrieb, Standübersetzung

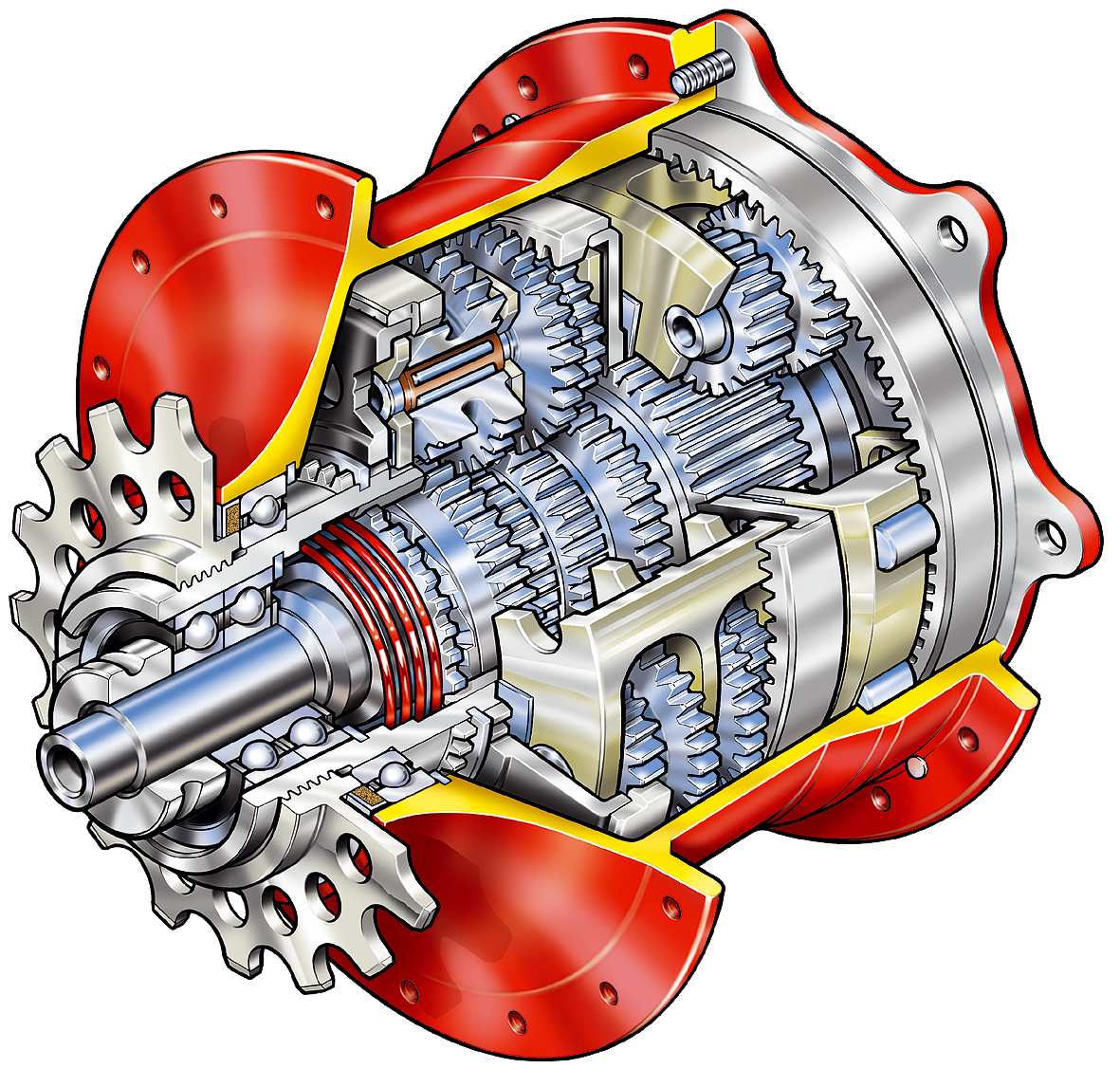
Mehrfach-Umlaufrädergetriebe in einer Fahrradnabenschaltung mit 14 Gängen

Im Allgemeinen hat ein Umlaufrädergetriebe drei Wellen, von denen aber oft eine festgehalten wird (Zweiwellenbetrieb), beispielsweise der Steg (siehe oben: zweite Illustration oder unten: Animation). Ist das Sonnenrad treibend, so ist das Hohlrad das getriebene und umgekehrt. Welche Welle/Rad festgehalten wird und welche/s als Antrieb beziehungsweise als Abtrieb dient, hängt von der zu lösenden Konstruktionsaufgabe ab.
In bestimmten Anwendungen drehen sich alle drei Wellen (Dreiwellenbetrieb). Dann sind zwei treibend und eins getrieben (Additionsgetriebe) oder umgekehrt (Verteilgetriebe).

### Zweiwellenbetrieb
Im Zweiwellenbetrieb ist das Getriebe zwangläufig (Laufgrad F = 1). Beim Antrieb einer Welle ist die Drehung der zweiten eindeutig.
Man unterscheidet zwischen Standübersetzung und Umlaufübersetzung:
- Bei der Standübersetzung steht die Stegwelle still, und die beiden Zentralradwellen (also Sonnen- und Hohlrad) bewegen sich. Die ruhende Welle kann fest mit dem Gehäuse verbunden sein oder durch eine Bremse oder eine Freilaufkupplung festgehalten werden.
- Bei der Umlaufübersetzung steht eine der beiden Zentralradwellen still (Bsp. Umlaufrad). An- und Abtrieb erfolgen über die drehende Zentralradwelle und über die Stegwelle.

### Dreiwellenbetrieb
Im Dreiwellenbetrieb hat das Getriebe zunächst den Laufgrad F = 2. Es arbeitet als Summiergetriebe oder Verteilgetriebe:
- Beim Summiergetriebe treiben 2 Wellen an, und 1 Welle ist getrieben. Beispiel ist das Summiergetriebe in der Hinterradnabe eines Elektrofahrrads.[3] Die Antriebsdrehzahlen werden frei gewählt, die Abtriebsdrehzahl ist dadurch eindeutig. Durch die Vorgabe der beiden Antriebsbewegungen ist schließlich Zwangläufigkeit (F = 1) gewährleistet.
- Beim Verteilgetriebe treibt eine Welle an und zwei Wellen sind getrieben. Das Drehzahlverhältnis der beiden Abtriebswellen muss festgelegt sein. Das bekannteste Beispiel eines Verteilgetriebes ist das Differentialgetriebe am Kraftfahrzeug. Hier wird das Drehzahlverhältnis durch den Radabstand und den Kurvenradius festgelegt. Durch den Reibkontakt der Räder mit dem Boden ist schließlich Zwangläufigkeit (F = 1) gewährleistet. Anders als im Zweiwellenbetrieb stützen sich die An- und Abtriebsmomente der Wellen nur untereinander ab. Wegen MS+M1+M2=0 bleibt das Gehäuse drehmomentfrei (vgl. Abschnitt Drehmomentübersetzung).

### Selbsthemmung
Schon einfache Planetengetriebe sind zur Selbsthemmung fähig, d. h. Momente können nur in einer Antriebsrichtung übertragen werden.
Bei gegebener Standübersetzung (i0) und Standwirkungsgrad ({\displaystyle \eta _{0}}) ist dies ein Bereich von {\displaystyle 1/\eta _{0}<i_{0}<\eta _{0}}, also mit i0 in der Nähe von +1.

## Mehrfach- oder Koppelgetriebe
Oft wird nicht nur der hier geschilderte einfache Umlaufradsatz als Umlaufgetriebe bezeichnet, sondern auch eine auf dieser Grundbauform beruhende Kombination mehrerer, ineinander oder hintereinander geschalteter Umlaufradsätze. Ein Beispiel ist eine Nabenschaltung am Fahrrad, bei der mit einem Mehrfachgetriebe mehr als die mit einem einfachen Umlaufradsatz erreichbaren drei Gänge möglich wurden.
Weitere Beispiele für Mehrfachgetriebe sind der Ravigneaux-Satz oder das Lepelletier-Getriebe.

## Kinematik

### Willis-Gleichung und Standübersetzungi0
Zur analytischen Darstellung genügt eine einzige Gleichung, die sogenannte Willis-Gleichung:
{\displaystyle n_{1}-i_{0}\cdot n_{2}-(1-i_{0})\cdot n_{\mathrm {S} }=0}.
Darin ist {\displaystyle i_{0}} die sogenannte Standübersetzung des Umlaufrädergetriebes, welche das Drehzahlverhältnis zwischen den beiden Zentralwellen 1 und 2 bei festgehaltenem Steg S beschreibt:
{\displaystyle i_{0}={\frac {n_{1}}{n_{2}}}}.
Wertebereiche für {\displaystyle i_{0}}:
- {\displaystyle i_{0}} < 0: Antriebs- und Abtriebswelle drehen sich entgegengesetzt, Minusgetriebe[7]
- {\displaystyle i_{0}} > 0: Antriebs- und Abtriebswelle drehen sich gleichsinnig, Plusgetriebe[7]
- −1 < {\displaystyle i_{0}} < 1: Je nachdem, wie man Antriebs- und Abtriebsdrehzahl dividiert, kommt {\displaystyle i_{0}} oder {\displaystyle {\frac {1}{i_{0}}}} heraus, beides beschreibt kinematisch gleichwertige Getriebe. Es ist aber üblich |{\displaystyle i_{0}}| ≥ 1 anzugeben.
- {\displaystyle i_{0}} = 0 ist mit einem Planetengetriebe nicht möglich, dies kann nur ein IVT

Ein spezielles Planetengetriebe mit {\displaystyle i_{0}=-1} ist das Differentialgetriebe.
Die Bedeutung von {\displaystyle i_{0}} lässt sich dadurch erklären, dass jede Bewegung eines Planetengetriebes als Superposition (Überlagerung) von zwei Teildrehungen betrachtet werden kann:
- Eine Teildrehung ergibt sich bei festgehaltenem Steg mit der Standübersetzung {\displaystyle i_{0}} .
- Diese wird überlagert durch die Drehung des gesamten Planetengetriebes mit Steg.

Im Folgenden wird die für die Willis-Gleichung benötigte Standübersetzung {\displaystyle i_{0}} aus den Wälzradien der Getrieberäder bestimmt. Dazu wird der Ansatz verwendet, der dem Kutzbachplan zu Grunde liegt: Die Geschwindigkeit eines Umlaufrades U (vgl. Abbildungen unter Grundlegender Aufbau) verläuft längs seines rot dargestellten Radius (einschließlich seiner rückwärtigen Ergänzung zum Durchmesser) linear. Das gilt allgemein für rotierende Kreisflächen, deren Mittelpunkt senkrecht zum Radius bewegt wird. Bei Vorgabe von zwei der drei Umfangsgeschwindigkeiten {\displaystyle u_{1},u_{2}} und {\displaystyle u_{S}} kann aus der zugehörigen Verbindungsgeraden auf die dritte Umfangsgeschwindigkeit geschlossen werden.
Für die Bauarten mit Hohlrad oder Umlaufradpaaren (vgl. Bilder am Artikelanfang) erhält man die Umfangsgeschwindigkeit des jeweiligen 1. Zentralrades nach der Zwei-Punkte-Form der Geradengleichung zu
{\displaystyle u_{1}=2u_{S}-u_{2}} bzw. {\displaystyle u_{1}=u_{S}+{\frac {u_{2}-u_{S}}{r_{U2}}}r_{U1}}.
Durch Übergang auf die entsprechenden Drehzahlen {\displaystyle n={\frac {u}{2\pi r}}} folgt
{\displaystyle n_{1}=-{\frac {r_{2}}{r_{1}}}n_{2}+2{\frac {r_{S}}{r_{1}}}n_{S}} bzw. {\displaystyle n_{1}={\frac {r_{U1}}{r_{U2}}}{\frac {r_{2}}{r_{1}}}n_{2}+\left(1-{\frac {r_{U1}}{r_{U2}}}\right){\frac {r_{S}}{r_{1}}}n_{S}}.
Für die Standübersetzung {\displaystyle i_{0}={\frac {n_{1}}{n_{2}}}{\bigg \vert }_{n_{S}=0}} (d. h. für festgebremsten Steg) folgt daraus
{\displaystyle i_{0}=-{\frac {r_{2}}{r_{1}}}} bzw. {\displaystyle i_{0}={\frac {r_{U1}}{r_{U2}}}{\frac {r_{2}}{r_{1}}}}.
Dieser Parameter erlaubt, beide Bauarten mit der nach R. Willis benannten Gleichung {\displaystyle n_{1}=i_{0}n_{2}+(1-i_{0})n_{S}} zu beschreiben.
Die Willis-Gleichung gilt unabhängig davon, wie das Umlaufrädergetriebe im Inneren aufgebaut ist. Die umlaufenden Räder werden von ihr nicht erfasst. Mit der Standübersetzung zwischen zwei der drei gestellfesten Wellen sind die übrigen Drehzahlverhältnisse zwischen den gestellfesten Wellen bestimmt.
Im Zweiwellenbetrieb gibt es sechs Kombinationen für eine treibende, eine getriebene und eine festgehaltene Welle. In der folgenden Tabelle ist die Willis-Gleichung beispielsweise für jeden dieser sechs Fälle umgestellt, wobei als Standübersetzung diejenige zwischen Sonnenrad (treibend) und Hohlrad (getrieben) gewählt ist:
{\displaystyle i_{0}={\frac {n_{1}}{n_{2}}}={\frac {n_{\text{Sonnenrad}}}{n_{\text{Planetenrad}}}}{\frac {n_{\text{Planetenrad}}}{n_{\text{Hohlrad}}}}=\left(-{\frac {z_{\text{Planetenrad}}}{z_{\text{Sonnenrad}}}}\right)\left(-{\frac {-z_{\text{Hohlrad}}}{z_{\text{Planetenrad}}}}\right)=-{\frac {z_{\text{Hohlrad}}}{z_{\text{Sonnenrad}}}}}  
(Zähnezahl Stirnräder positives Vorzeichen, Zähnezahl Hohlräder negatives Vorzeichen; {\displaystyle i_{0}} im Beispiel negativ: Minusgetriebe).
| Steg fest           | Steg fest                                                   | Hohlrad fest      | Hohlrad fest                                                             | Sonnenrad fest    | Sonnenrad fest                                                                                                   |
| Antrieb / Abtrieb   | Übersetzung                                                 | Antrieb / Abtrieb | Übersetzung                                                              | Antrieb / Abtrieb | Übersetzung |
| ------------------- | ----------------------------------------------------------- | ----------------- | ------------------------------------------------------------------------ | ----------------- | --- |
| Sonnenrad / Hohlrad | {\displaystyle i={\frac {n_{1}}{n_{2}}}=i_{0}}              | Sonnenrad / Steg  | {\displaystyle i={\frac {n_{1}}{n_{\mathrm {S} }}}=1-i_{0}}              | Hohlrad / Steg    | {\displaystyle i={\frac {n_{2}}{n_{\mathrm {S} }}}=1-{\frac {1}{i_{0}}}}                                         |
| Hohlrad / Sonnenrad | {\displaystyle i={\frac {n_{2}}{n_{1}}}={\frac {1}{i_{0}}}} | Steg / Sonnenrad  | {\displaystyle i={\frac {n_{\mathrm {S} }}{n_{1}}}={\frac {1}{1-i_{0}}}} | Steg / Hohlrad    | {\displaystyle i={\frac {n_{\mathrm {S} }}{n_{2}}}={\frac {1}{1-{\frac {1}{i_{0}}}}}={\frac {i_{0}}{{i_{0}}-1}}} |
| Antrieb / Abtrieb   | Übersetzungsverhältnis                                      | Antrieb / Abtrieb | Übersetzungsverhältnis                                                   | Antrieb / Abtrieb | Übersetzungsverhältnis                                                                                           |
| Sonnenrad / Hohlrad | {\displaystyle -i>1}                                        | Sonnenrad / Steg  | {\displaystyle i>1}                                                      | Hohlrad / Steg    | {\displaystyle i>1}                                                                                              |
| Hohlrad / Sonnenrad | {\displaystyle -i<1}                                        | Steg / Sonnenrad  | {\displaystyle i<1}                                                      | Steg / Hohlrad    | {\displaystyle i<1}                                                                                              |

Bei nicht gestuften umlaufenden Rädern errechnet sich die Relativdrehzahl {\displaystyle (n_{\mathrm {Pl} }-n_{\mathrm {S} })} des umlaufenden Rads gegenüber dem Steg (Minusradsatz) aus:
| {\displaystyle (n_{\mathrm {Pl} }-n_{\mathrm {S} })=(n_{2}-n_{\mathrm {S} })\cdot {\frac {\left\|z_{\mathrm {Hohlrad} }\right\|}{z_{\mathrm {Pl} }}}} |

Diese Formel kann auch für die Berechnung der Relativdrehzahl {\displaystyle (n_{\mathrm {Pl} }-n_{\mathrm {S} })} des mit dem Hohlrad kämmenden umlaufenden Rads eines Plusradsatzes verwendet werden.
Die Zähnezahl {\displaystyle z_{\mathrm {Pl} }} und die Anzahl der umlaufenden Räder ist ohne Bedeutung für die Standübersetzung {\displaystyle i_{0}}, hat aber einen Einfluss auf die Drehzahl der umlaufenden Räder und die maximal übertragbaren Drehmomente.

### Drehmomentübersetzung

Hebelmodell eines reibungsfreien Planetengetriebes

Die Verhältnisse der Drehmomente untereinander lassen sich mit einem einfachen Hebelmodell oder aus einer Leistungsbilanz herleiten. Vorausgesetzt wird hier ein reibungsfreies Getriebe, also ein Wirkungsgrad von 100 %. Das rechts abgebildete Hebelmodell gilt drehzahlunabhängig. Mit Vorgabe des Drehmoments {\displaystyle M_{S}} der Stegwelle erhält man {\displaystyle M_{1}=-{\frac {M_{S}}{2r_{S}}}r_{1}} und
{\displaystyle M_{2}=-{\frac {M_{S}}{2r_{S}}}r_{2}}. Mit der oben definierten Standübersetzung {\displaystyle i_{0}} folgen daraus die Drehmomentübersetzungen
{\displaystyle {\frac {M_{1}}{M_{S}}}={\frac {1}{i_{0}-1}}}
und
{\displaystyle {\frac {M_{2}}{M_{S}}}={\frac {i_{0}}{1-i_{0}}}}.
Daraus folgt für das dritte Verhältnis
{\displaystyle {\frac {M_{2}}{M_{1}}}=-i_{0}}.
In den Leistungsbilanzen {\displaystyle M_{1}n_{1}=-M_{S}n_{S}} und {\displaystyle M_{2}n_{2}=-M_{S}n_{S}} ist das Hohlrad 2 bzw. das Sonnenrad 1 ruhend vorausgesetzt. Die ruhenden Räder übertragen keine Leistung. Damit ergeben sich dieselben Drehmomentübersetzungen. Aus den letzten beiden Gleichungen ist abzulesen, dass die für alle Drehzahlen gültigen Drehmomentübersetzungen gleich dem negativen Kehrwert der Drehzahlübersetzungen in den entsprechenden Standfällen sind.
Um den Betriebszustand eines Planetengetriebes zu beschreiben genügen ein Drehmoment und zwei Drehzahlen (vgl. Willis-Gleichung).

### Leistungsfluss

Leistungsfluss (rote und blaue Pfeile) und Drehzahl-Isolinien

Jede Welle eines Planetengetriebes kann alleinige An- oder Abtriebswelle sein. Somit sind jeweils drei Wellenkombinationen bei Leistungsverzweigung bzw. Leistungssummierung möglich. Die Graphik rechts ordnet die sechs verschiedenen Betriebsarten in die {\displaystyle n_{2}}-{\displaystyle n_{S}}-Ebene ein. Die Leistungen sind als Rechts- und Hoch-Komponenten der roten Pfeile ({\displaystyle P_{2}} bzw. {\displaystyle P_{S}}) und als blaue Pfeile ({\displaystyle P_{1}}) maßstäblich und vorzeichenbehaftet dargestellt. Das Drehmoment jeder Welle ist in allen Betriebspunkten konstant, wobei {\displaystyle M_{2}<0} gesetzt ist; d. h. in der rechten Halbebene {\displaystyle n_{2}>0} ist die Hohlwelle 2 Abtriebswelle. In den Getriebesymbolen am Bildrand sind die Antriebswellen schwarz und die Abtriebswellen cyan gefärbt. Die vorausgesetzte Standübersetzung ist {\displaystyle i_{0}=-2{,}6}. Die von {\displaystyle n_{2}} und {\displaystyle n_{S}} gemäß Willis-Gleichung abhängige Sonnenraddrehzahl {\displaystyle n_{1}} ist in Form von parallelen Isolinien in der Einheit 100/min eingetragen. Weitere Erläuterungen siehe
Bildbeschreibung unter Wikimedia-Commons.

### Kutzbachplan
Die Übersetzungen {\displaystyle i} am Umlaufrädergetriebe können anschaulich mit Hilfe des Kutzbachplanes dargestellt und graphisch ermittelt werden.

## Verteilung der umlaufenden Räder

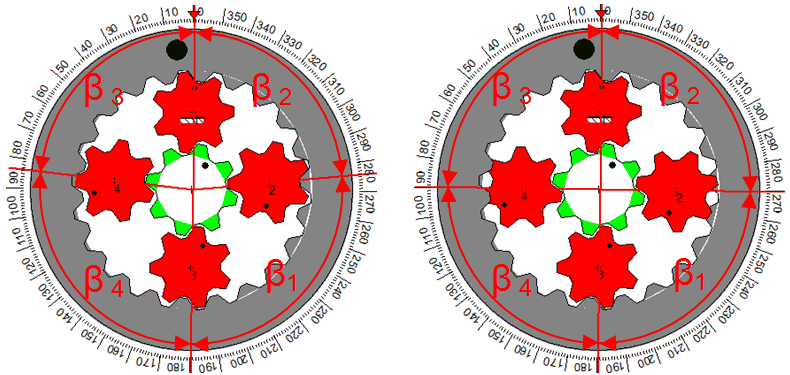
Ungleiche Verteilung der umlaufenden Räder

Die gewöhnlich mehreren umlaufenden Räder {\displaystyle n} lassen sich nur dann gleichmäßig über den Umfang verteilen, wenn folgendes Verhältnis ganzzahlig ist:
{\displaystyle {\frac {z_{\mathrm {S} }+\left|z_{\mathrm {H} }\right|}{n}}}       ({\displaystyle z_{\mathrm {S} }}, {\displaystyle z_{\mathrm {H} }} = Zähnezahl des Sonnen- bzw. des Hohlrades)
Das abgebildete Beispiel zeigt ein Getriebe, das ungleiche Teilungswinkel {\displaystyle \beta } erfordert. Die rechte Darstellung zeigt den nicht möglichen Eingriff der Zähne bei gleichem Teilungswinkel.

## Vor- und Nachteile

### Kompakte Bauweise
- geringes Volumen (insbesondere bei Verwendung eines Hohlrades)
- koaxiale Wellen
- Übertragung hoher Drehmomente (Vervielfachung durch mehrere parallele Zahnpaarungen mit mehreren Umlaufrädern)
- Geringe Unwucht (etwa im Vergleich zu Exzentergetrieben)

### Zwei- und/oder Dreiwellenbetrieb
- Zweiwellenbetrieb: Die Auswahl zweier von drei Wellen und die Umkehr zwischen treibender und getriebener Welle ergibt 6 mögliche Getriebe.
- Zeitweiser Dreiwellenbetrieb: Ist die dritte Welle im Betrieb durch eine Reibungskupplung fixiert, so kann der Zweiwellenbetrieb durch Entkuppeln und Kuppeln unter Last unterbrochen und wiederhergestellt werden.
- Dreiwellenbetrieb: Addition zweier Drehbewegungen (Summiergetriebe) zu einer dritten oder Verteilung (Verteilgetriebe) einer Drehbewegung auf zwei andere.

### Nachteile
Die wesentlichen Nachteile sind
- Im Vergleich zu einer einfachen Stirnradstufe wird die Leistung über mindestens zwei Zahneingriffe geführt, so dass sich die Verlustleistung verdoppelt. Dies kann dazu führen, dass Selbsthemmung in einer Antriebsrichtung eintritt.
- Aufwändige Bauweise
- Aufwändige Lagerung, vor allem wenn das Getriebe als Dreiwellengetriebe genutzt wird, so dass auf wenigstens einer Seite mit zwei Wellen (Vollwelle in einer Hohlwelle) oder einem zusätzlichen Leistungsabgriff (Verzahnung mit weiterem Verlust) gearbeitet werden muss.
- Axiale Baugröße für hohe Übersetzungen relativ hoch
- Versatz der von außen angekoppelten Antriebsstrangelemente darf gewisse Grenzen nicht überschreiten

## Anwendungen

### Nabengetriebe
Eine häufige Anwendung des Umlaufrädergetriebe sind in Radnaben integrierte Gangschaltungen. Bei Fahrrädern gibt es diese Anwendung schon lange (seit etwa 1900).

#### Nabenschaltung im Fahrrad
In Fahrrad-Nabenschaltungen wird die kompakte Bauweise des Umlaufrädergetriebes ausgenutzt. Es ist sowohl wichtig, ein Getriebe in der (Hinterrad)-Nabe unterzubringen, als es auch koaxial betreiben zu können. Primäre Eigenschaft ist seine Schaltbarkeit, nicht seine Grundübersetzung zwischen Kettenritzel und Rad ins Schnelle oder ins Langsame. Im mittleren Gang wird das Getriebe überbrückt und die Übersetzung ist {\displaystyle i=1}. Ansonsten bedeutet Schalten einen Wechsel zwischen zwei verschiedenen Zweiwellenbetrieben.
Das Sonnenrad ist in der Regel fix, so dass die vier anderen Möglichkeiten des Zweiwellenbetriebs wegfallen. Ein langsamer Gang ({\displaystyle i>1}) entsteht, wenn das Hohlrad treibend gemacht wird, ein schneller ({\displaystyle i<1}) bei treibendem Steg.
Mehr als drei Gänge werden mit mehr Teilen erreicht, als ein einfacher Umlaufradsatz hat.
Auch einige Ausführungen von Tretlagerschaltungen am Fahrrad enthalten ein Umlaufrädergetriebe.

#### „Außenplanetenachse“
In den Naben der getriebenen Räder von Lastkraftwagen, Omnibussen und Bau- und Landmaschinen kann ein Umlaufrädergetriebe für die Übersetzung ins Langsame eingebaut sein. Bei einer solchen Konstruktion sind die antreibenden Teile für relativ kleine Drehmomente ausgelegt, da deren Drehzahl noch größer ist als die der Räder. Genutzt wird die starke Übersetzung ins Langsame vom Sonnenrad zum Steg, das Hohlrad ist fest. Die Umformung am Ende des Antriebsstrangs in der relativ kleinen Radnabe ist infolge der kompakten Bauweise eines Umlaufrädergetriebes möglich.
Diese Technik der sogenannten Außenplanetenachse wurde 1953 von Magirus-Deutz eingeführt und in der Folgezeit von zahlreichen anderen Nutzfahrzeugherstellern übernommen.

#### Elektrischer Nabenmotor mit Getriebe
Der zuerst in Automobilen eingesetzte elektrische Radnabenmotor wird auch in Elektrofahrrädern verwendet. Damit der Elektromotor mit hoher Drehzahl und geringem Drehmoment ausgelegt werden kann, wird er mit einem ins Langsame übersetzenden Umlaufrädergetriebe kombiniert. Diese Kombination ist leichter und billiger als ein direkt antreibender Motor. Dieses hat den gleichen Zweiwellenbetrieb wie die „Außenplanetenachse“: treibendes Sonnenrad und getriebenes Hohlrad.

### Verteilgetriebe
Klassischer Anwendungsfall für ein Verteilgetriebe ist die Leistungsverteilung auf zwei Räder in der Antriebsachse eines Automobils. Dieses sogenannte Differentialgetriebe ist bei heute mehrheitlichem Vorderradantrieb in manchen Fällen nicht mehr mit Kegelrädern, sondern mit Stirnzahnrädern versehen und erfüllt in dieser Form das anschauliche Umlaufrädergetriebekonzept. In Allradfahrzeugen kommt zu zwei sogenannten Achsdifferentialen noch ein Zentraldifferential hinzu.
Bei Hybridelektrokraftfahrzeugen gibt es eine Kombinationsvariante, in der die Leistung des Verbrennungsmotors auf die Räder und einen elektrischen Generator verteilt wird.
Bei Flugzeugtriebwerken mit koaxialen Luftschrauben erfolgt die Leistungsverteilung vom Antrieb auf die zwei gegenläufigen Propeller mit einem Umlaufräder-Verteilgetriebe (z. B. Iwtschenko Progress D-27).

### Summiergetriebe

PKW-Hybridantriebsschema. 1: Sonnenrad, 2: Hohlrad, S: Steg, U: Umlaufrad, MG1, MG2: Motorgeneratoren

Bei einem Summiergetriebe werden zwei Leistungen zu einer zusammengefasst. In Hybridelektrokraftfahrzeugen ist das die als paralleler Hybrid bezeichnete Kombinationsvariante eines Verbrennungs- und eines Elektromotors. Läuft der Elektromotor zunächst rückwärts, dann lässt sich sogar ein kupplungsfreies Anfahren realisieren.
Bei dem rechts schematisch skizzierten kupplungsfreien Hybridantrieb (Toyota Prius, 1. Generation) ist der Verbrennungsmotor mit dem Steg S und der kleinere Motorgenerator MG1 mit dem Sonnenrad verbunden. MG1 erzeugt normalerweise den Ladestrom für den Akkumulator. Bei Volllast und hoher Beschleunigung schaltet die Antriebsteuerung MG1 zur Unterstützung des Verbrennungsmotors in den Motorbetrieb. Unabhängig vom inneren Getriebezustand kommt die Leistung des großen Motorgenerators MG2 hinzu, der direkt auf die Antriebsachse wirkt.
Ein Beispiel ist auch der Antrieb einer Schiffsschraube durch zwei Motoren über ein Summiergetriebe.
Andere Anwendungen haben einen Motor, der große Leistungen bei konstanter Drehzahl liefert. Mit einem kleineren Motor, der sich leicht in der Drehzahl regeln lässt, und einem Summiergetriebe kann auf diese Art eine Drehzahländerung am Ausgang erreicht werden, zum Beispiel in einem Walzwerk, um die Geschwindigkeit bei der Umformung zu variieren.
Im Flugzeugbau sind Anwendungen bekannt, bei denen aus Sicherheitsgründen zwei Elektromotoren eine Kraftstoffpumpe über ein Summiergetriebe antreiben. Fällt einer der Motoren aus (bleibt stehen), kann der andere immer noch die Pumpe mit halber Drehzahl antreiben.

### Windkraftanlagen
Planetengetriebe werden besonders bei Windkraftanlagen höherer Leistung eingesetzt, um deren mit den Rotorblättern langsam drehende Nabe mit der Antriebswelle eines schnell rotierenden Generators zu verbinden. Dabei ist das Hohlrad Teil des stehenden Gehäuses. Die Nabe treibt den Steg des Getriebes an und das Sonnenrad den Generatorläufer. Nach Bedarf können mehrere Stufen in Reihe angeordnet werden.

### Kuppeln und Schalten

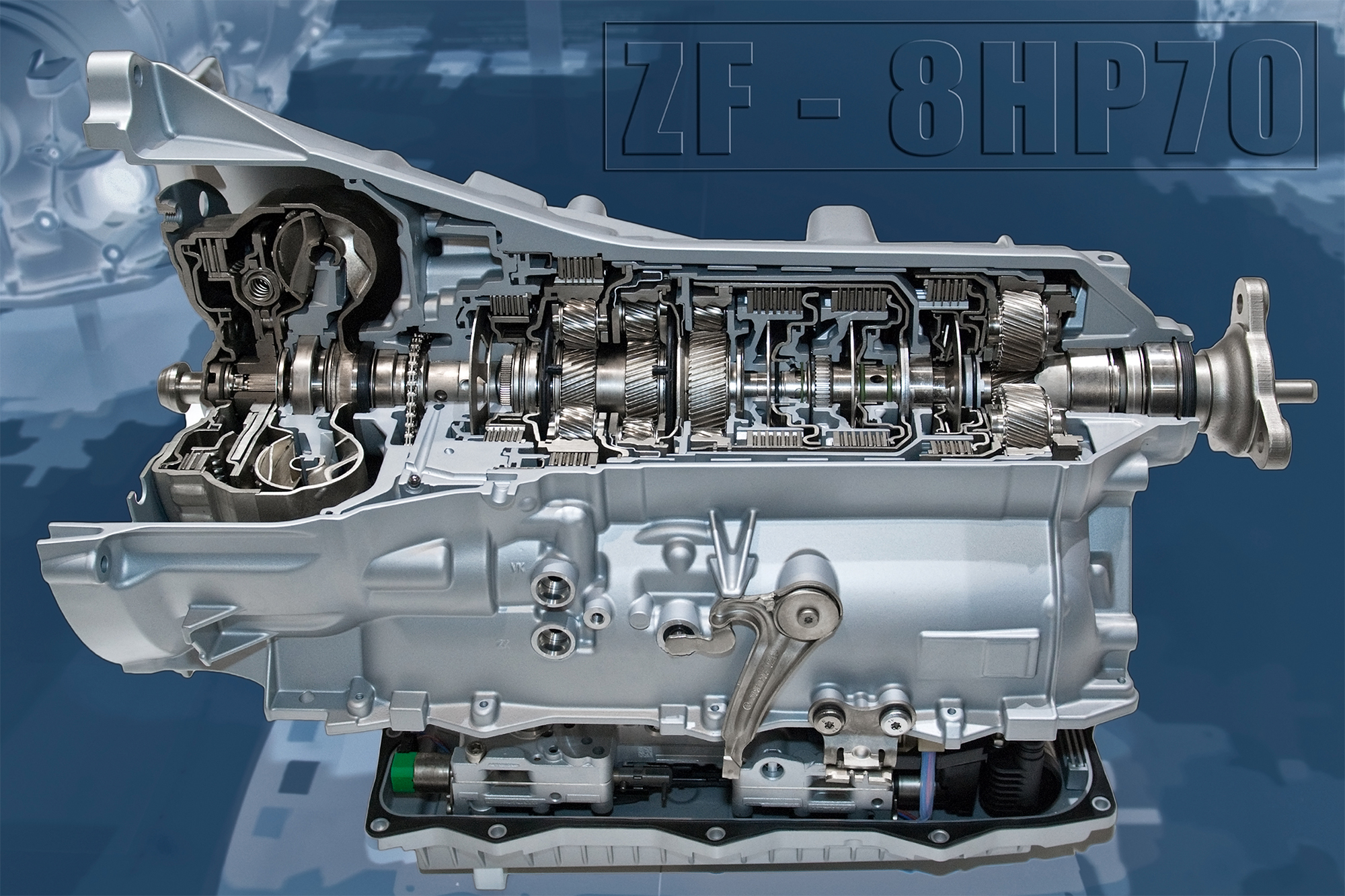
Achtgang-Stufenautomatgetriebe. Die verschiedenen Gänge werden mit mehreren Umlaufrädergetrieben über Lamellenkupplungen und Lamellenbremsen realisiert.

Der Zweiwellenbetrieb wird unterbrochen, wenn die dritte Welle des Umlaufrädergetriebes vorübergehend nicht festgehalten wird. Diese Möglichkeit wird als generelle Kupplung oder zum Schalten der Gänge in einem Wechselgetriebe genutzt.
Vorwiegend in der Landtechnik gibt es unter Last schaltbare Kupplungen, die so funktionieren. So wird beispielsweise die Zapfwelle ein- und ausgeschaltet. Das Hohlrad wird fest gebremst beziehungsweise drehbar gelassen.
Klassische Automatikgetriebe in Kraftfahrzeugen haben mehrere hintereinander angeordnete Umlaufrädergetriebe. Zum Gangwechsel wird durch Öffnen und Schließen von Reibkupplungen und -bremsen eine andere Übersetzung geschaltet. Dies geschieht als Lastschaltung, es gibt keine Zugkraftunterbrechung.

### Stufenlose Drehzahlveränderung
Mit einem prinzipiell für große Leistungen nicht geeigneten stufenlosen Getriebe lässt sich die Drehzahl einer mit großer Leistung versehenen Drehübertragung wie folgt variieren (allerdings bei reduziertem Drehzahlbereich): Zunächst wird die Drehübertragung mit einem Umlaufrädergetriebe aufgeteilt. Ein Nebenzweig mit geringerer Leistung wird über ein stufenloses Getriebe zu einem zweiten Umlaufrädergetriebe geführt, wo es dann mit der Leistung aus dem Hauptzweig des ersten Umlaufrädergetriebes wieder summiert wird.

### Schwerlastgetriebe mit Verzweigung

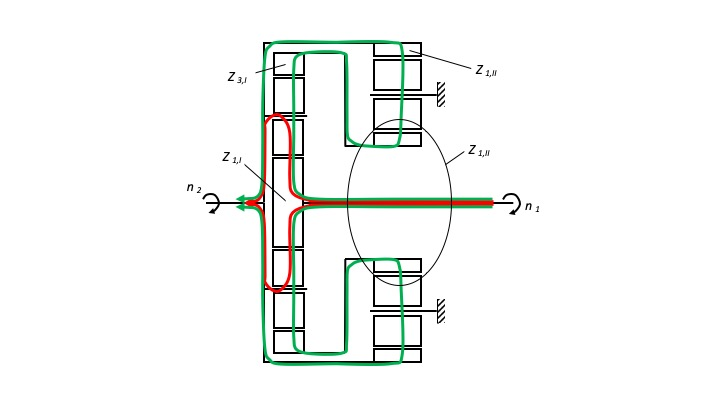
Leistungsflüsse im Verzweigungsgetriebe

In Windenergieanlagen und in Antrieben großer Mühlen mit Leistungen bis zu 17 MW werden Schwerlastgetriebe zur Wandlung mit großem Drehzahlunterschied verwendet. In Windenergieanlagen sind die Antriebsdrehzahlen kleiner als 20 min−1. Diese werden in möglichst große Generatordrehzahlen mit entsprechend kleinem Drehmoment gewandelt. Je kleiner das Drehmoment des Generators ist, umso kleiner ist der Generator und umso größer ist sein Wirkungsgrad (s. Wirkungsgrad unter Synchronmaschinen mit Permanentmagneterregung). Bei Mühlenantrieben ist die Abtriebsdrehzahl kleiner als 20 min−1 und die Antriebsdrehzahl möglichst groß, z. B. die eines achtpoligen Motors mit 750 min−1 bei 50 Hz Netzfrequenz. Verzweigungsgetriebe mit zwei Planetenstufen (Abbildung) ermöglichen Übersetzungsverhältnisse von bis zu i=80 (S. 234 in ). Das Übersetzungsverhältnis des Verzweigungsgetriebes wird berechnet mit:
{\displaystyle i={\frac {n_{1}}{n_{2}}}=1+{\frac {z_{3,I}}{z_{1,I}}}\left(1+{\frac {z_{3,II}}{z_{1,II}}}\right)}
„Die Kompaktheit wird zudem noch unterstützt durch eine Aufspaltung (Verzweigung) der zu übertragenden Leistung der Stufe I, da ein Teil dieser Leistung durch den mit der Welle 2 rotierenden Planetenträger in diese eingeleitet wird“ (S. 236 in ) Dieser Leistungsfluss ist in der Abbildung rot eingezeichnet. „Die Stufe II muss nur noch für die Differenzleistung PII ausgelegt werden, die mit nachfolgender Gleichung berechnet wird:“
{\displaystyle P_{II}=P{\Biggl (}1-{\frac {\left({\frac {z_{3,I}}{z_{1,I}}}+1\right)}{i}}{\Biggr )}}
(S. 236 in ). Dieser Leistungsfluss der Stufe II ist in der Abbildung grün eingezeichnet.
Die Verzweigungsgetriebe erhöhen das maximale Drehmoment, bis zu dem Umlaufgetriebe eingesetzt werden können. Denn das Drehmoment, das von der Stufe II übertragen werden kann, wird begrenzt durch die maximale Zahnkraft, die maximale Anzahl der Planetenräder und den durch die Fertigungsmaschinen begrenzten maximalen Durchmesser des Hohlrades.
Das Hohlrad und das Sonnenrad werden unter Torsion verformt, wodurch die Zähne über der Zahnbreite schräg gestellt werden. Weiterhin stellen sich die einseitig fixierten Planetenachsen unter Last schräg. Infolgedessen wird die Linienlast am Zahneingriff einseitig erhöht. Die zulässige Zahnkraft bleibt dadurch ab einer gewissen Zahnbreite begrenzt, auch wenn die Zahnbreite weiter vergrößert wird. Denn die maximal zulässige Zahnkraft wird durch die zulässige Linienlast begrenzt, die an der einseitig erhöhten Linienlast auftritt.

## Stufenlose Nabenschaltung
Für Fahrräder gibt es die stufenlose NuVinci-Nabenschaltung. In dieser Markenbezeichnung ist der Name von Leonardo da Vinci enthalten, der das Grundprinzip bereits beschrieben hatte.
Es handelt sich um die bekannte Nabenschaltung mit einem Umlaufrädergetriebe, dessen Zahnräder (Formschluss) aber durch Reibräder (Kraft- oder Reibschluss) ersetzt sind. Die Umlaufräder sind zu umlaufenden Kugeln (Kugelrädern) geworden. Durch Schwenken ihrer Achsen relativ zur Nabenachse ändern sich die Radien, auf denen sie rollenden Kontakt mit der treibenden und der getriebenen Scheibe (anstatt Sonnen- und Hohlrad) haben. Das stufenlos mögliche Schwenken bedeutet eine stufenlose Änderung der Getriebe-Übersetzung. Kinematisch stellt die NuVinci-Nabenschaltung ein Umlaufrädergetriebe mit variierbarer positiver Standübersetzung dar.
In der ausgeführten Nabenschaltung ist die Getriebespreizung (Verhältnis von größter zu kleinster Übersetzung) 360 %.
Wie in jeder reibschlüssigen Verbindung ist auch in der NuVinci-Nabenschaltung Schlupf mit daraus folgendem Verschleiß möglich.